# Maria Carowsky
Maria Carowsky, född Ross 1723, död 14 juli 1793 i Göteborg, var en svensk konstnär och kyrkomålare.

## Biografi
Maria Carowsky var dotter till åldermannen och målarmästaren Johan Ross d.ä. i Göteborg, som var emigrant från Holstein, och Christina Thelin. Hon gifte sig 1744 med faderns gesäll konstnären Michael Carowsky.
Vid makens död 1745 övertog hon hans verkstad och skrevs in i Göteborgs Stadz Konst- och Målare-Embete.
Maria Carowsky fick stor betydelse som handledare för utbildningen av många konstnärsstudenter vid sin ateljé. Hon arbetade vid Göteborgs domkyrka från 1750-talet till 1770-talet, och är känd som konstnären bakom predikstolen i Lerums kyrka (1752). Dottern Christina Elisabeth Carowsky (1745–1797) var porträttmålare.

## Verk
- 1752 Lerums kyrka. Målning av predikstol. Bevarad.
- 1750–1790-talet Göteborgs domkyrka. Årligen utförda måleriarbeten. Försvunnet.
- 1781–1782 Tyska kyrkan, Göteborg. Målningsarbeten i grönt. Försvunnet.